# ポール・ウィルソン (野球)
ポール・アンソニー・ウィルソン（Paul Anthony Wilson, 1973年3月28日 - ）は、アメリカ合衆国フロリダ州オーランド出身の元プロ野球選手（投手）。右投右打。

## 経歴

### プロ入り - メッツ時代 (1994 - 2000)
1991年に、ドラフト57巡目 (全体1426位) でピッツバーグ・パイレーツから指名されたが、契約しなかった。その後、1994年6月2日にドラフト1巡目 (全体1位) でニューヨーク・メッツから指名され、6月18日に契約を結んだ。プロ1年目は、マイナーリーグのA+級セントルーシー・メッツとルーキー級のGCL・メッツの2チームでプレー。セントルーシーでは8試合に先発登板し、防御率5.06・0勝5敗・WHIP1.31という成績を記録。また、GCLでは3試合の先発登板で防御率3.00・0勝2敗・WHIP1.00という成績を残した。2チーム計では11試合に登板したが、勝ち星は付かなかった。
1995年は昇格し、AAA級のノーフォーク・タイズとAA級のビンガムトン・メッツの2階級でプレー。ノーフォークでは10試合の先発登板で防御率2.85・5勝3敗・WHIP1.19を、ビンガムトンでは16試合の先発登板で防御率2.17・6勝3敗・WHIP0.94を記録。2チーム計で11勝を挙げ、年間2ケタ勝利をマークした。
1996年4月4日のセントルイス・カーディナルス戦で、メジャーデビューを果たした。デビュー戦では先発投手として6回を投げ、6安打3失点という投球内容で勝敗は付かなかった。同年は全て先発として26試合に登板し、防御率5.38・5勝12敗・WHIP1.53という成績を残した。また、メジャーではキャリア唯一の本塁打も放った。なお、マイナーではビンガムトンとセントルーシーで計3試合に先発登板し、防御率4.85・0勝2敗・WHIP1.62という成績を残した。この時、右肩の腱炎を発症し、内視鏡手術も受けた。
1997年は、セントルーシーとGCLの2チームで計5試合に登板 (うち4試合が先発登板) 。通算で防御率1.75・1勝0敗1セーブ・WHIP0.94という成績を残したが、メジャーでの登板機会はなかった。同年から3年間、故障に見舞われ続けた。
1998年は、ノーフォークで7試合、セントルーシーで5試合に登板 (全て先発) 。防御率5.05・4勝2敗・WHIP1.37という成績を残したが、2年連続でメジャーでは登板しなかった。
1999年は、メジャーでもマイナーでも登板せずじまいだった。
2000年は、ノーフォークとセントルーシーで計20試合に登板 (うち18試合が先発登板) し、防御率3.56・7勝5敗・WHIP1.25を記録。その後、後述のトレードでメッツから放出される為、ジェイソン・イズリングハウゼン、ビル・パルシファーと共に「ジェネレーションK」と謳われて期待されていたが、結局1996年以外はメジャーで登板しなかった。

### デビルレイズ時代 (2000 - 2002)
2000年7月28日に、バッバ・トランメル、リック・ホワイトとのトレードで、ジェイソン・タイナーと共にタンパベイ・デビルレイズへ移籍した。デビルレイズ移籍後は4年ぶりにメジャーで登板機会を得て、7試合に先発登板、4試合にリリーフ登板。防御率3.35・1勝4敗・WHIP1.06という成績を残した。
2001年は、キャリアハイの37試合に登板し、うち24試合で先発として登板した。防御率4.88・8勝9敗・WHIP1.43という成績だった。
2002年は、30試合全てに先発登板し、自身初の規定投球回到達となる193.2回を投げた。そして、防御率4.83・6勝12敗・WHIP1.48という成績を残した。12月21日にFAとなった。

### レッズ時代 (2003 - 2007)
2003年1月12日に、シンシナティ・レッズと契約を結んだ。レッズ加入初年は28試合に先発登板し、うち17試合でQSを記録。2年連続で規定投球回にも到達し、防御率4.64・8勝10敗・WHIP1.44という成績を残した。
2004年は、チェンジアップを武器に頭脳的なピッチングを見せ、29試合の先発登板で防御率4.36・11勝6敗・WHIP1.39を記録、メジャーで初めて2ケタ勝利を挙げた。オフの10月29日にFAとなったが、11月30日にレッズと再契約した。
2005年は肩を故障して内視鏡手術を受けた為、9試合の先発登板で防御率7.77・1勝5敗・WHIP1.84という成績に終わった。
手術の影響が大きくなかった為、2006年はミニキャンプを張ってシーズンに備えた。しかし、最終的にはメジャーで登板することはなく、結果的に2005年がウィルソンにとって、メジャーラストシーズンとなった。なお、同年マイナーではルイビル・バッツ (AAA級) 、サラソタ・レッズ (A+級) 、デイトン・ドラゴンズ (A級) の3階級でプレー。3チーム計で4試合に先発登板し、防御率4.50・1勝3敗・WHIP1.50という成績を残した。
2007年は、スプリングトレーニングで5試合に登板したが、13.1回で22安打13失点という投球内容に終わり、3月21日にレッズからリリースされた。レッズを出た後は、2008年に独立リーグであるゴールデンベースボールリーグのリノ・シルバーソックスで5試合に登板し、防御率15.63・0勝2敗・WHIP2.84という成績を残した。
シルバーソックス以降は、メジャーやマイナーでの試合出場は記録されていない。

## 投球スタイル
ツーシームを主体にフォーシーム、チェンジアップ、カーブ、はスライダーなど持ち球をフルに動員して投げる。

## 詳細情報

### 年度別投手成績
| 年 度     | 球 団     | 登 板 | 先 発 | 完 投 | 完 封 | 無 四 球 | 勝 利 | 敗 戦 | セ 丨 ブ | ホ 丨 ル ド | 勝 率 | 打 者 | 投 球 回 | 被 安 打 | 被 本 塁 打 | 与 四 球 | 敬 遠 | 与 死 球 | 奪 三 振 | 暴 投 | ボ 丨 ク | 失 点 | 自 責 点 | 防 御 率 | W H I P |
| --------- | --------- | ----- | ----- | ----- | ----- | -------- | ----- | ----- | -------- | ----------- | ----- | ----- | -------- | -------- | ----------- | -------- | ----- | -------- | -------- | ----- | -------- | ----- | -------- | -------- | ------- |
| 1996      | NYM       | 26    | 26    | 1     | 0     | 0        | 5     | 12    | 0        | 0           | .294  | 677   | 149.0    | 157      | 15          | 71       | 11    | 10       | 109      | 3     | 3        | 102   | 89       | 5.38     | 1.53    |
| 2000      | TB        | 11    | 7     | 0     | 0     | 0        | 1     | 4     | 0        | 0           | .200  | 206   | 51.0     | 38       | 1           | 16       | 2     | 4        | 40       | 1     | 0        | 20    | 19       | 3.35     | 1.06    |
| 2001      | TB        | 37    | 24    | 0     | 0     | 0        | 8     | 9     | 0        | 0           | .471  | 674   | 151.1    | 165      | 21          | 52       | 2     | 13       | 119      | 7     | 0        | 94    | 82       | 4.88     | 1.43    |
| 2002      | TB        | 30    | 30    | 1     | 0     | 0        | 6     | 12    | 0        | 0           | .333  | 851   | 193.2    | 219      | 29          | 67       | 2     | 13       | 111      | 4     | 1        | 113   | 104      | 4.83     | 1.48    |
| 2003      | CIN       | 28    | 28    | 0     | 0     | 0        | 8     | 10    | 0        | 0           | .444  | 730   | 166.2    | 190      | 24          | 50       | 5     | 7        | 93       | 1     | 0        | 97    | 86       | 4.64     | 1.44    |
| 2004      | CIN       | 29    | 29    | 1     | 0     | 0        | 11    | 6     | 0        | 0           | .647  | 798   | 183.2    | 192      | 26          | 63       | 5     | 8        | 117      | 7     | 0        | 93    | 89       | 4.36     | 1.39    |
| 2005      | CIN       | 9     | 9     | 0     | 0     | 0        | 1     | 5     | 0        | 0           | .167  | 224   | 46.1     | 68       | 10          | 17       | 1     | 4        | 30       | 2     | 0        | 41    | 40       | 7.77     | 1.83    |
| 通算：7年 | 通算：7年 | 170   | 153   | 3     | 0     | 0        | 40    | 58    | 0        | 0           | .408  | 4160  | 941.2    | 1029     | 126         | 336      | 28    | 59       | 619      | 25    | 4        | 560   | 509      | 4.86     | 1.45    |

### 背番号
- 32（1996年）
- 41（2000年 - 2002年）
- 40（2003年 - 2005年）